# Völkerschlachtdenkmal (Gertraudenfriedhof Halle)

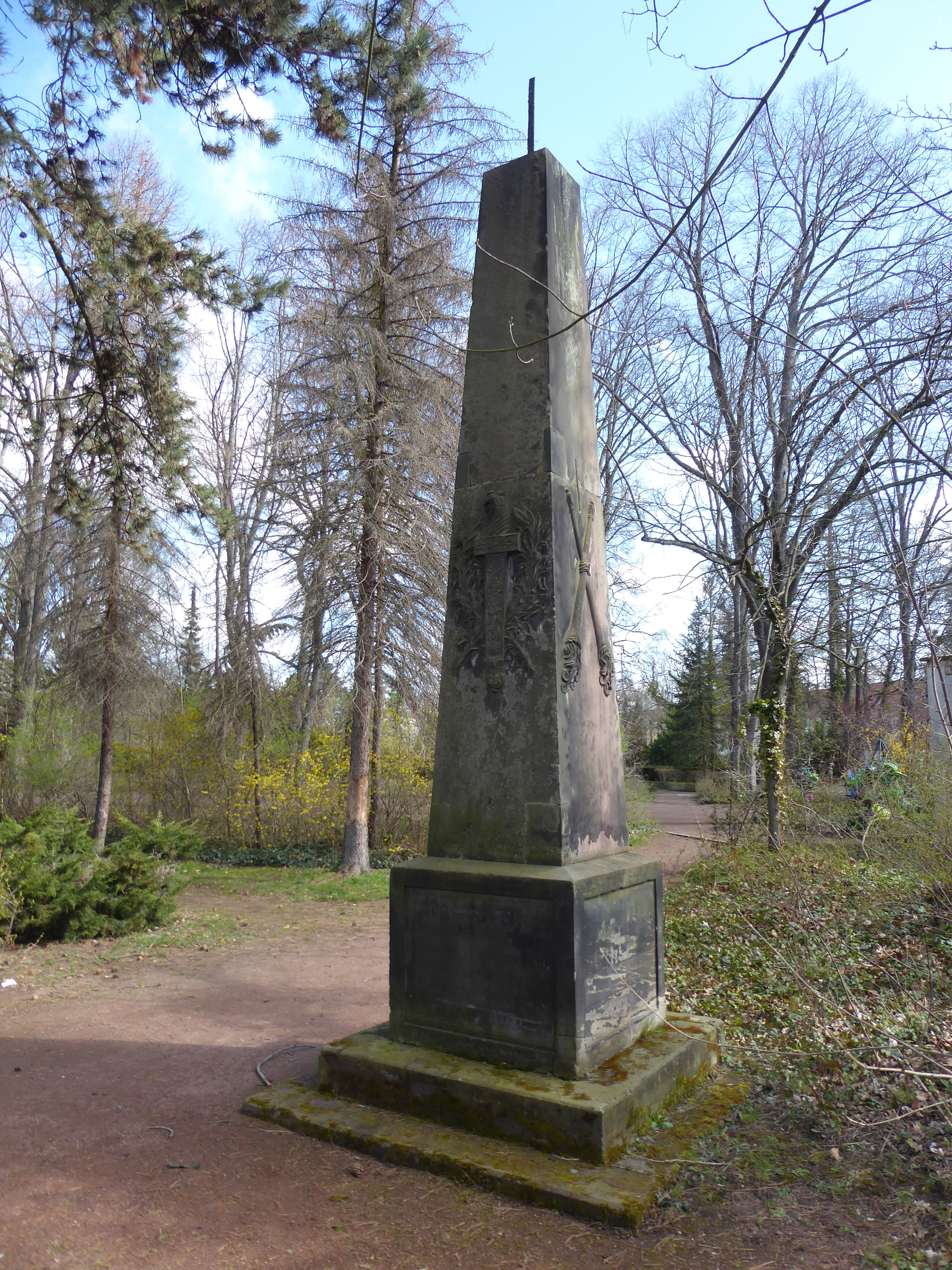
Völkerschlachtdenkmal auf dem Gertraudenfriedhof in Halle (2021)

Das Völkerschlachtdenkmal auf dem Gertraudenfriedhof ist eine Gedenkstätte in Halle (Saale). Es steht unter Denkmalschutz und ist im Denkmalverzeichnis von Sachsen-Anhalt mit der Erfassungsnummer 094 04815 054 als „Teilobjekt eines Baudenkmals – Kleindenkmal“ eingetragen.

## Geschichte
Die Völkerschlacht bei Leipzig im Oktober 1813 erlebte das nahegelegene Halle als Lazarettstadt intensiv mit. Viele Verwundete verstarben hier und um die Erinnerung daran zu bewahren, schuf man bereits im Jahr 1814 drei Gedenkstätten: einen Obelisken auf der Lehmbreite, das Völkerschlachtdenkmal auf der Würfelwiese und das Völkerschlachtdenkmal im Stadtpark. Jeder markierte eine Stelle, an der verstorbene Verwundete beerdigt wurden. Gestaltet wurden die Denkmäler jeweils von einer der noch bestehenden Handwerkerinnungen Halles. Die Franckeschen Stiftungen dienten als eines der zentralen Hospitäler und versorgten 2063 Preußen sowie einige russische Verwundete. In unmittelbarer Nähe – an der Lehmbreite im heutigen Bereich der Franckestraße – beerdigte man die Toten der Stiftungen.
Dort entstand auf dem heutigen Georg-Schumann-Platz ein Obelisk durch die Zimmerer, weshalb man sich für einen Eichenstamm als Material entschied. Eingeweiht wurde das Denkmal am 2. August 1814, dem Vorabend des 44. Geburtstags des preußischen Königs Friedrich Wilhelm III. Nach 20 Jahren war der Holz-Obelisk des Zimmermeisters Scharre (Glaucha) aber schon so deutlich beschädigt, dass man einen neuen Obelisken aus Stein schuf, der am 18. Oktober 1833 auf einen künstlichen Hügel gestellt und am 3. August 1839 mit einem – von Friedrich Wilhelm III. gestifteten – Eisengeländer umgeben wurde. Anlässlich des 50. Jahrestages der Schlacht erhielt der kleine Hügel im Jahr 1863 einen Treppenaufgang.
Im Jahr 1942 beschloss man die Errichtung eines Luftschutzbunkers auf dem Platz. Da die Denkmalanlage dieses Vorhaben störte, entschied man sich für die Versetzung des Obelisken auf den Gertraudenfriedhof im Norden der Stadt.

## Beschreibung
Das sechs Meter hohe Denkmal besteht aus einem Stufenpodest, einem Sockelstein und dem eigentlichen Obelisken. Die Inschriften am Sockelstein berichten vom Grund der Errichtung sowie von der Restaurierung, beziehen sich aber auf den vorherigen Standort:
| Inschrift 1 | Inschrift 2                                                                     | Inschrift 3                                                      | Inschrift 4 |
| --- | ------------------------------------------------------------------------------- | ---------------------------------------------------------------- | --- |
| DEN TAPFEREN DIE BEI LEIPZIG IM KAMPFE FÜR DAS VATERLAND VERWUNDET IN HALLE IHREN HELDENGEIST AUFGABEN UND DEREN GEBEINE DIESE ERDE DECKET | ERRICHTETE AUS DANKBARKEIT DIES DENKMAL DAS ZIMMERGEWERK DER ST. HALLE MDCCCXIV | SIE RUHEN HIER VON IHRER ARBEIT UND IHRE WERKE FOLGEN IHNEN NACH | ERNEUERT VON DEM ZIMMERGEWERK DER ST. HALLE AM JAHRESTAGE DER SCHLACHT BEI LEIPZIG DEN XVIII. OCTOBER MDCCCXXXIII |

Am Obelisken selbst finden sich mehrere Reliefdarstellungen: Ein gen Boden gerichtetes Schwert mit Pflanzendarstellungen und einem Adlerkopf, gekreuzte Stäbe, die wohl gen Boden gerichtete Fackeln darstellen und ein Horn, das eine Pflanze umrankt.